# Моя краткая история
Моя краткая история (англ. My Brief History) ― автобиографическая книга всемирно известного британского физика-космолога Стивена Хокинга.  В книге автор рассказывает о своём послевоенном лондонском детстве, об учебе в университете, научной работе, болезни и семье.

## Содержание
В книге физик Стивен Хокинг, страдающий боковым амиотрофическим склерозом, описывает свою жизнь и научную деятельность до 2013 года в форме автобиографии. Книга разделена на 13 глав.

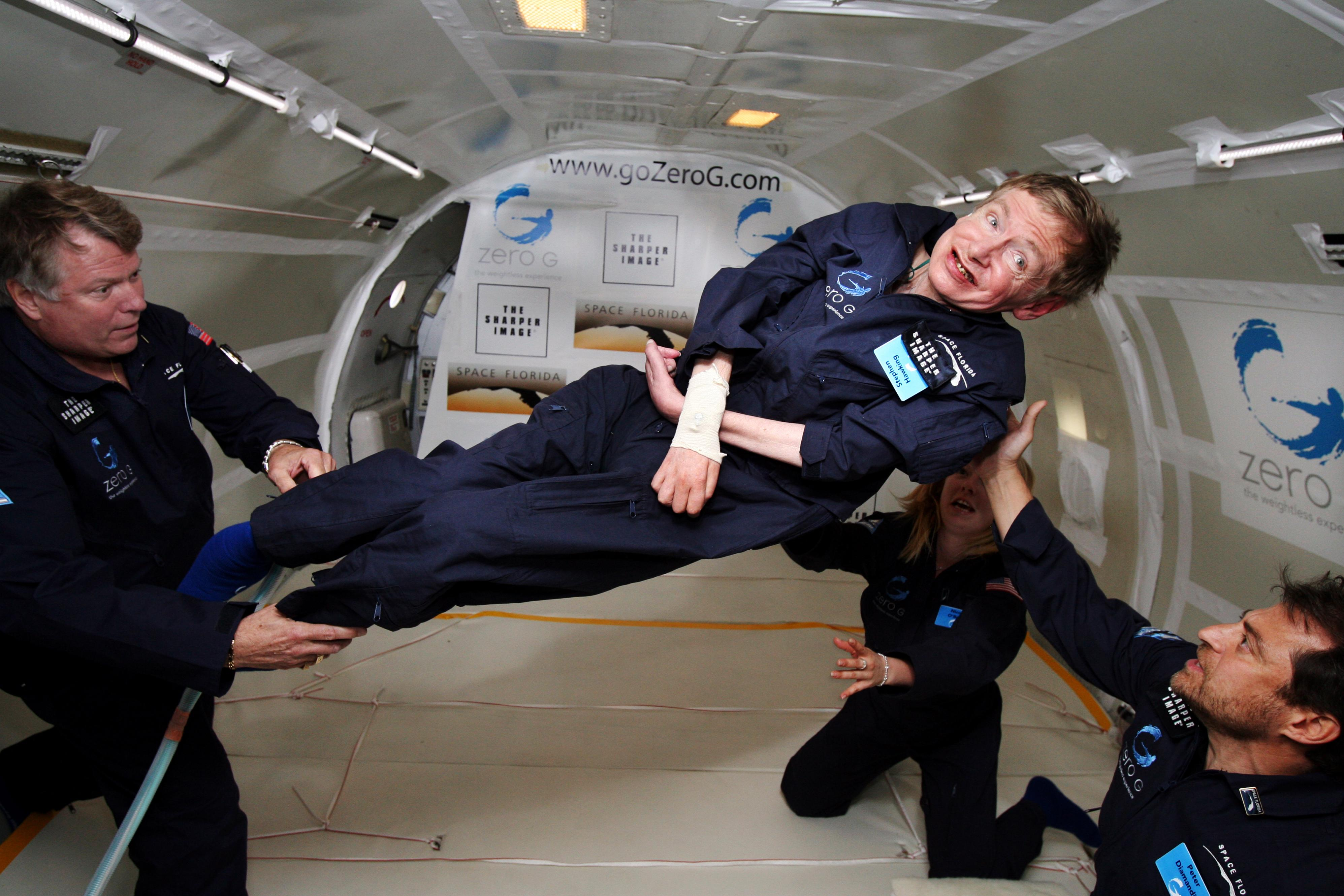
Стивен Хокинг испытывает невесомость на борту специального тренажёра на базе Boeing 727. Это фото вошло в заключительную главу «Без ограничений».

В первых четырех главах Хокинг описывает свое детство и жизнь в Сент-Олбансе, а также учебу в Оксфорде и работу в Кембридже. Далее следуют три главы по научным темам «Большой взрыв» и «Гравитационные волны», а также «Черные дыры». 
Следующая глава называется «Калифорнийский технологический институт», за ней следует глава «Брак», которая в основном посвящена разлуке с его первой женой и браку со второй женой. В «Краткой истории времени» он резюмирует генезис своей первой очень популярной одноименной книги и ее успех. 
Затем под заголовками «Путешествие во времени» и «Воображаемое время» представлены его мысли и работа над этими темами. Книга заканчивается главой «Без ограничений», в которой на нескольких страницах Хокинг рассказал читателям, смог достичь в своей жизни, несмотря на свою болезнь.

## Отзывы
«Моя краткая история» получила скромную оценку критиков. 
Ян Сэмпл в газете The Guardian написал: «Мемуары Хокинга «Моя краткая история» - это поверхностное описание жизни кембриджского космолога, от его необычного воспитания в Лондоне и Сент-Олбансе до его последней работы о начале времен и эволюции Вселенная. Подробности обрисованы в общих чертах, но их краткость создает смелую картину. Интеллектуальная активность Хокинга стремительно растет по мере того, как его болезнь охватывает и в конечном итоге ложится невыносимым бременем на его семью».
Чак Ледди в издании The Boston Globe аналогичным образом заметил: «Ясно, однако, что Хокингу удобнее смотреть на Вселенную, чем в себя, он больше озабочен подробным описанием эволюции карьеры, чем перипетиями жизни, хотя он раскрывает некоторые интересные подробности о своей жизни. В правдивой прозе Хокинг ведет нас от своего рождения в Оксфорде в 1942 году до наших дней».

## Издание в России
Книга была переведена на русский язык и вышла в свет в издательстве «АСТ» в 2019 году. ISBN 978-5-17-102308-9